# Aeroportul Dease Lake
Aeroportul Dease Lake (IATA: YDL, ICAO: CYDL) este un aeroport din Columbia Britanică, Canada. Aeroportul a fost tranzitat în 2017 de 0 pasageri.
Situat la o altitudine de 803 m, aeroportul dispune de o singură pistă.